# 泉州公交K204路
泉州公交K204路是中华人民共和国泉州市境内的一条公共交通线路，原名46路，全程32.9公里。起讫点为中骏世界城至霞美镇政府，运营时间为双向6:30-18:30。

## 历史
- 2008年12月，泉州公交发展有限公司（公交集团前身）发布关于开通46（现K204路）的通知
- 2009年1月6日，泉州公交开通46路。初期运行区间为：文化宫-大霞美考试场。初期运行时间为文化宫6:20-18:10冬/18:40夏，考试场6:20-18:00冬/18:30夏。分段计价4元/人，使用车辆为自40路退下的8部亚星JS6800HD2型柴油空调公交车[2]
- 2009年1月7日，46路闽CY1119与另一部运营车辆，于丰州交管站门口遭遇来自南安-丰州客运专线车辆的围堵。造成该2部车辆当日运营中止[3]
- 2009年5月1日，46路自大霞美考试场，经由S308、霞美新街延伸至霞美镇政府始发终到[4]
- 2009年10月29日，因S308全线设置隔离护栏造成46路无法从滨江大道左转进入S308，46路往霞美镇政府方向，取消途经金河大道南段、北段，滨江大道东段、中段、西段，省道308线交警支队霞美考试场、交警支队车管所，改为途经金霞大道、S308至霞美新街后原线行驶[5]
- 2010年8月25日，因滨江大道进行道路施工的需要，46路双向取消途经金河大道南段、北段，滨江大道东段、中段、西段，改为途经金霞大道、S308、霞美新街[6]
- 2010年11月，46路接手并更换自4路、40路退下的17部亚星JS6880C93H型柴油空调公交车
- 2011年7月20日，46路启用无人售票制度，票价不变[7]
- 2012年9月15日，46路闽CY1470号车在途经九一街口时，车辆失控撞向导流岛上一部等候绿灯的电动车，造成电动车上一对夫妻受伤[8]
- 2012年10月，因22路划拨全线FZ6890UF3G3至802（现K902路），一分公司（现更名为江南公司）抽调46路2部JS6880C93H至22路更换车型
- 2014年5月10日，46路取消途经九一街、文化宫，改为途经丰泽街、安吉路、通源街、普济路延伸至中骏世界城始发终到，运营时间调整为中骏世界城：6:30-17:50冬/18:30夏；霞美镇政府：6:30-17:50冬/18:30夏。同时，应开通49路的需要，一分公司抽调46路3部JS6880C93H加入开通49路[9]
- 2014年12月，应开通K6路的需要，一分公司抽调46路3部JS6880C93H加入开通K6路
- 2015年1月31日，应泉州市交通委关于《环泉州湾公交发展规划》的要求，泉州公交发展有限公司将46路更名为K204路[10]
- 2015年11月，K204路接手并增加自17路退下的8部福达FZ6890UF3G3型柴油空调公交车
- 2016年1月，K204路接手并增加自29路退下的8部亚星JS6880C93H型柴油空调公交车
- 2016年6月，因K7路开通，K204路划拨所有FZ6890UF3G3至K7路，并接手自22路等线路划拨而来的2部JS6880C93H
- 2016年12月，因JS6880C93H退役，K204路更换自1路、8路、K7路等退下20部的福达FZ6890UF3G3型柴油空调公交车
- 2018年5月17日，K204路全线更换为20部金旅XML6855JEVW0C型空调电动巴士，原有FZ6890UF3G3封存
- 2018年12月，K204路与4路等线路互换车辆，K204路接手并更换16部大金龙XMQ6802AGBEVL2，配车数降为18部。
- 2018年12月22日，K204路一部运营车辆行驶到杏埔街道附近时，一男子欲在非停靠点下车。遭到驾驶员拒绝后，该男将车钥匙拔走致使车辆濒临失控。事后南安警方对该男采取刑事拘留[11]
- 2020年1月27日，为配合南安市交通局关于新型冠状病毒肺炎防控要求。K204路自当日0:00起暂停运行至2月16日。[12][13]
- 2020年2月17日，K204路自该日起恢复运营。
- 2020年9月14日，因S215金鸡桥路段半幅施工，K204路自该日起临时取消途径北清西路见龙亭小区南门、S215丰州至庙霞村等站。改为途径站前南北、东西大道至杏埔大桥后原线行驶。[14]
- 2021年5月26日，因S215金鸡一桥，金鸡二桥实施危桥拆除重建，K204路自该日起临时取消途径北清西路见龙亭小区南门、S215丰州至庙霞村等站，改为途径站前南北、东西大道至杏埔大桥后原线行驶[15]。
- 2021年7月16日，受城北快速路F匝道施工，北清东路剑影学校路段封闭影响。自该日起K204路临时取消停靠北清东路中石油站，改为途径城北路、泉山路南段至花博园站后原线行驶。运营时间、票价不变。[16]
- 2021年9月15日，应南安市交通运输局《关于全市客运班线和公交线路暂停运营的通告》的要求。K204路自当日18:00起暂停运营至10月5日。[17]
- 2021年10月6日，K204路自该日起恢复运营。[18]
- 2022年1月1日，城北快速F匝道完工通车，K204路恢复途径北清东路中石油站，取消途径城北路、泉山路南段。[19]
- 2022年3月15日，因疫情防控工作需要，K204路自该日起暂停运营至4月18日。[20]
- 2022年4月19日，K204路恢复运营。[21]同日，因17路车辆更换需要，K204路划拨2部XMQ6802AGBEVL2至17路，配车数降为16部。
- 2022年5月10日，因503路车辆更换需要，K204路划拨4部XMQ6802AGBEVL2至503路，K204路配车数降为12部。
- 2022年7月5日，因501路车辆更换需要，K204路划拨2部XMQ6802AGBEVL2至501路，K204路配车数降为10部。
- 2023年8月28日，因长福村杏巷线路面养护封闭施工。K204路临时取消途径金河大道、滨江大道、交警支队霞美考试场。改为途径X336、S308至交警支队车管所后原线行驶，其他不变。[22]
- 2023年10月16日，自该日起K204路运营时间调整为双向6:30-18:30，取消冬夏之分。
- 2024年1月26日，K204路恢复途径金河大道、滨江大道、交警支队霞美考试场。

## 站点
| 路线 | 路线 | 路线 | 所在地区、街道 | 所在地区、街道   | 站点名             | 备注            |
| ---- | ---- | ---- | -------------- | ---------------- | ------------------ | --------------- |
|      |      |      | 丰泽区         | 普济路           | 中骏世界城         | 起讫站          |
|      |      |      | 丰泽区         | 安吉路           | 前头               |                 |
|      |      |      | 丰泽区         | 安吉路           | 埭头               |                 |
|      |      |      | 丰泽区         | 安吉路           | 边防小区           | 原名 坪山洞东侧 |
|      |      |      | 丰泽区         | 丰泽街           | 公交大厦           |                 |
|      |      |      | 丰泽区         | 丰泽街           | 人民医院           | 人民保险        |
|      |      |      | 丰泽区         | 丰泽街           | 明湖路口           | 原名 泰和兴业   |
|      |      |      | 丰泽区         | 丰泽街           | 儿童医院           |                 |
|      |      |      | 鲤城区         | 温陵北路         | 东湖公园           |                 |
|      |      |      | 丰泽区         | 温陵北路         | 仁风社区           | 原名 信合       |
|      |      |      | 丰泽区         | 少林路           | 后茂路口           | 分段点          |
|      |      |      | 丰泽区         | 北清东路         | 泉州科技中学       | 原名 北清东路   |
|      |      |      | 丰泽区         | 北清东路         | 北清东路中石油     | 原名 剑影学校   |
|      |      |      | 丰泽区         | 北清东路         | 闽台缘博物馆       |                 |
|      |      |      | 丰泽区         | 北清西路         | 北峰工业区         |                 |
|      |      |      | 丰泽区         | 北清西路         | 北清西路           | 原名 森利发     |
|      |      |      | 丰泽区         | 北清西路         | 招贤社区           | 原名 潘山市场   |
|      |      |      | 丰泽区         | 北清西路         | 见龙亭小区南门     | 原名 杏后路口   |
|      |      |      | 南安市         | 丰州路 S215/S307 | 丰州               |                 |
|      |      |      | 南安市         | 丰州路 S215/S307 | 顶堡村             |                 |
|      |      |      | 南安市         | 丰州路 S215/S307 | 侨中路路口         | 原名 丰州镇政府 |
|      |      |      | 南安市         | 丰州路 S215/S307 | 九日山             | 分段点          |
|      |      |      | 南安市         | 丰州路 S215/S307 | 后田路口           |                 |
|      |      |      | 南安市         | 丰州路 S215/S307 | 亿达工业区         |                 |
|      |      |      | 南安市         | 丰州路 S215/S307 | 庙霞村             |                 |
|      |      |      | 南安市         | 柳中北路         | 南安宝莲中学       |                 |
|      |      |      | 南安市         | 柳中北路         | 杏埔村             |                 |
|      |      |      | 南安市         | 柳中北路         | 玉田村             |                 |
|      |      |      | 南安市         | 柳中北路         | 金山村             | 原名 玉田村口   |
|      |      |      | 南安市         | 金霞大道         | 四甲村             |                 |
|      |      |      | 南安市         | 金霞大道         | 长福村             |                 |
|      |      |      | 南安市         | 金河大道         | 金河大道南段       |                 |
|      |      |      | 南安市         | 金河大道         | 金河大道北段       |                 |
|      |      |      | 南安市         | 滨江大道         | 滨江大道东段       |                 |
|      |      |      | 南安市         | 滨江大道         | 滨江大道中段       |                 |
|      |      |      | 南安市         | 滨江大道         | 滨江大道西段       |                 |
|      |      |      | 南安市         | X324             | 交警支队霞美考试场 |                 |
|      |      |      | 南安市         | 霞美新街         | 交警支队车管所     |                 |
|      |      |      | 南安市         | 霞美新街         | 霞美镇政府         | 起讫站          |

## 票价
K204路为分段计价，全程¥4.0，其中：
- 中骏世界城至后茂路口：1元/人
- 后茂路口至九日山：1元/人
- 九日山至霞美镇政府：2元/人
- 泉通卡普通卡9折，月票卡优惠无效，敬老卡、爱心卡有效
- 可使用泉城通APP或支付宝、云闪付、微信乘车码支付

## 配车
K204路配车数总计11部，其中：
- 金旅XML6855JEVW0C 10部
- 福田BJ6851EVCA-30  1部

- 亚星JS6800HD2
（2009.1 - 2010.11）
- 亚星JS6880C93H
（2010.11-2016.12）
- 福达FZ6890UF3G3
（2015.11 - 2016.6/2016.12 - 2018.5）
- 金旅XML6855JEVW0C
（2018.5 - ）
- 大金龙XMQ6802AGBEVL2
（2018.12 - 2022.7）
- 福田BJ6851EVCA-30
（2025.7 - ）

## 相关
- 泉州公交线路列表